# Procès d'Alex Murdaugh
 (février 2023).
La mise en forme du texte ne suit pas les recommandations de Wikipédia : il faut le « wikifier ».
Les points d'amélioration suivants sont les cas les plus fréquents. Le détail des points à revoir est peut-être précisé sur la page de discussion.
- Les titres sont pré-formatés par le logiciel. Ils ne sont ni en capitales, ni en gras.
- Le texte ne doit pas être écrit en capitales (les noms de famille non plus), ni en gras, ni en italique, ni en « petit »…
- Le gras n'est utilisé que pour surligner le titre de l'article dans l'introduction, une seule fois.
- L'italique est rarement utilisé : mots en langue étrangère, titres d'œuvres, noms de bateaux, etc.
- Les citations ne sont pas en italique mais en corps de texte normal. Elles sont entourées par des guillemets français : « et ».
- Les listes à puces sont à éviter, des paragraphes rédigés étant largement préférés. Les tableaux sont à réserver à la présentation de données structurées (résultats, etc.).
- Les appels de note de bas de page (petits chiffres en exposant, introduits par l'outil «  Source ») sont à placer entre la fin de phrase et le point final[comme ça].
- Les liens internes (vers d'autres articles de Wikipédia) sont à choisir avec parcimonie. Créez des liens vers des articles approfondissant le sujet. Les termes génériques sans rapport avec le sujet sont à éviter, ainsi que les répétitions de liens vers un même terme.
- Les liens externes sont à placer uniquement dans une section « Liens externes », à la fin de l'article. Ces liens sont à choisir avec parcimonie suivant les règles définies. Si un lien sert de source à l'article, son insertion dans le texte est à faire par les notes de bas de page.
- La présentation des références doit suivre les conventions bibliographiques. Il est recommandé d'utiliser les modèles {{Ouvrage}}, {{Chapitre}}, {{Article}}, {{Lien web}} et/ou {{Bibliographie}}. Le mode d'édition visuel peut mettre en forme automatiquement les références.
- Insérer une infobox (cadre d'informations à droite) n'est pas obligatoire pour parachever la mise en page.

Pour une aide détaillée, merci de consulter Aide:Wikification.
Si vous pensez que ces points ont été résolus, vous pouvez retirer ce bandeau et améliorer la mise en forme d'un autre article.
 (mars 2023).
État de Caroline du Sud c. Richard Alexander Murdaugh est une affaire pénale américaine jugée devant la Cour de circuit de Caroline du Sud aux États-Unis dans laquelle Alex Murdaugh est accusé des meurtres de sa femme et de leur fils de 22 ans survenu en juin 2021. En 2023, l'accusé est condamné à la prison à vie. 
Les médias locaux ont qualifié le procès de « procès du siècle » en Caroline du Sud,,,.

## Contexte
Le 7 juin 2021, Murdaugh appelle la police depuis son téléphone portable à 22 h 6, disant qu'il a découvert les corps de son fils Paul, 22 ans, et de sa femme Maggie, 52 ans, près des chenils du pavillon de chasse familial, à Islandton Caroline du Sud. Tous deux ont été abattus à plusieurs reprises et avec des armes différentes,. Murdaugh rapporte qu'au moment des meurtres (vers 21 heures, cela a été déterminé plus tard), il est avec son père malade en phase terminale, Randolph III, et sa mère, atteinte de démence,,.
Au moment des meurtres, Maggie vivait dans la maison familiale de la plage. Selon People, Alex avait appelé Maggie et lui avait demandé de se rencontrer au lodge afin qu'ils puissent voyager ensemble pour rendre visite à son père malade. Maggie a ensuite envoyé un texto à un ami, déclarant qu'Alex avait l'air "louche" et "préparait quelque chose". Selon les procureurs, Maggie s'est finalement rendue au lodge et a garé sa voiture devant la maison avant de se rendre au chenil, où elle a retrouvé son fils Paul; c'est là que les corps ont été retrouvés et où les autorités affirment que les deux ont été tués par balle.
En octobre 2021, il a été révélé que la Division de l'application de la loi de Caroline du Sud (SLED) avait considéré Alex comme une « person of interest (en) » pour les homicides depuis le début de l'enquête.

## Inculpation et arrestation
Alex Murdaugh a été arrêté en juillet 2022 après que le grand jury du comté de Colleton a émis un acte d'accusation l'accusant de deux chefs de meurtre et de deux chefs de possession d'une arme lors de la commission d'un crime violent dans la mort de sa femme, Maggie, et son fils, Paul. L'acte d'accusation indiquait qu'Alex avait abattu sa femme avec un fusil et son fils avec un fusil de chasse,. Des sources proches de l'enquête ont déclaré que des éclaboussures de sang à grande vitesse sur les vêtements d'Alex ainsi que des images de téléphone portable avaient placé Murdaugh sur les lieux lorsque sa femme et son fils ont été abattus. Les procureurs ont suggéré que Murdaugh était motivé par le désir de susciter la sympathie à la suite de problèmes financiers qui commençaient à devenir publics. Murdaugh a plaidé non coupable, tandis que les procureurs ont déclaré qu'ils demanderaient la réclusion à perpétuité sans possibilité de libération conditionnelle plutôt que la peine de mort,
.

## Procès
Le procès a commencé le 25 janvier 2023 au palais de justice du comté de Colleton à Walterboro, en Caroline du Sud, avec des instructions du juge et des déclarations liminaires de l'accusation et de la défense,.
Alex Murdaugh est représenté par Dick Harpootlian et Jim Griffin,. Les affaires sont supervisées par le juge de la Cour de circuit de Caroline du Sud , Clifton B. Newman, qui est le neveu du défunt leader des droits civiques Isaiah De Quincey Newman,. Creighton Waters, procureur en chef du grand jury de l'État, dirige l'équipe de poursuite contre Murdaugh. John Meadors, un avocat de Columbia possédant une vaste expérience dans les procès pour meurtre, a été embauché par le bureau du procureur général de Caroline du Sud dans le cadre de l'équipe de poursuite,. Les témoins à décharge et à charge devaient se compter par centaines.
L'équipe de défense a fait valoir que l'accusation ne devrait pas être en mesure de poser des questions liées aux crimes financiers de Murdaugh, mais le juge a rejeté leurs objections et a annoncé qu'il rendrait une décision formelle sur la question le jeudi 2 février 2023,. Le juge a rejeté le jury tôt le jeudi 2 février, afin que l'accusation présente deux témoins qui ont témoigné des crimes financiers de Murdaugh lors d'une audience à huis clos. Le juge a dit qu'il avait besoin d'entendre plus de témoignages avant de décider si ces témoins seront autorisés à témoigner devant le jury. Une alerte à la bombe le 8 février a forcé le tribunal à évacuer immédiatement et à se réunir à une date ultérieure. Le 13 février, le juge Newman a annoncé que deux jurés avaient été démis de leurs fonctions et remplacés par des jurés suppléants parce qu'ils avaient été testés positifs au COVID-19,.

### Témoignage
Les premiers témoins à charge comprenaient les premiers intervenants sur les lieux après l'appel au 911 de Murdaugh. L'accusation a demandé au juge de contraindre un représentant de Snapchat à témoigner au sujet d'une vidéo postée par Paul Murdaugh quelques minutes avant sa mort. L'accusation a amené des témoins du SLED pour témoigner sur les armes à feu et la balistique et une interview menée avec Alex Murdaugh dans une voiture le 21 juin 2021, au cours de laquelle Murdaugh a dit de son fils : "C'est tellement mauvais. Je lui ai fait tellement de mal », ce que Waters a souligné devant le jury. L'équipe de défense a contesté si l'enregistrement disait "je" ou "ils". Un reçu de carte de crédit avec un achat Gucci de 1 000 $ encerclé a été déposé en preuve. L'accusation a fait témoigner un témoin expert sur les données recueillies par le téléphone de Maggie. L'accusation a amené deux amis proches de Paul Murdaugh pour témoigner de leurs interactions avec la famille Murdaugh et de leurs communications avec Paul quelques instants avant sa mort. Un témoin a déclaré avoir entendu la voix d'Alex dans une vidéo prise par Paul quelques minutes avant le moment où l'accusation pense que les meurtres ont eu lieu.
Le 23 février, Murdaugh a pris la barre pour témoigner. Murdaugh a admis avoir menti à des officiers de justice et avoir commis des délits financiers en raison de sa dépendance aux opioïdes,. Il a nié avoir tué sa femme et son fils. Le contre-interrogatoire de l'accusation a commencé le même jour.

### Verdict
En mars 2023, l'accusé est condamné à la prison à vie sans possibilité de libération.

## Dans la culture
En 2023, Netflix diffuse le documentaire en 2 saisons Le Sang des Murdaugh : Scandale en Caroline du Sud, qui traite entre autres du procès.